# Marvin Young (calciatore)
Marvin Young (2 ottobre 2005) è un calciatore olandese, difensore dello Sparta Rotterdam.

## Carriera

### Club
Young è cresciuto nel settore giovanile dello Sparta Rotterdam ed ha firmato il suo primo contratto professionistico il 22 giugno 2024. Ha debuttato in prima squadra il 31 agosto nell'incontro di Eredivisie vinto 2-1 contro il Willem II.

### Nazionale
Ha giocato nella nazionale olandese Under-18.

## Statistiche

### Presenze e reti nei club
Statistiche aggiornate al 3 novembre 2024.’’
| Stagione        | Squadra          | Campionato      | Campionato | Campionato | Coppe nazionali | Coppe nazionali | Coppe nazionali | Coppe continentali | Coppe continentali | Coppe continentali | Altre coppe | Altre coppe | Altre coppe | Totale | Totale |
| Stagione        | Squadra          | Comp            | Pres       | Reti       | Comp            | Pres            | Reti            | Comp               | Pres               | Reti               | Comp        | Pres        | Reti        | Pres   | Reti   |
| --------------- | ---------------- | --------------- | ---------- | ---------- | --------------- | --------------- | --------------- | ------------------ | ------------------ | ------------------ | ----------- | ----------- | ----------- | ------ | ------ |
| 2022-2023       | Jong Sparta      | 2D              | 2          | 0          |                 | -               | -               |                    | -                  | -                  |             | -           | -           | 2      | 0      |
| 2023-2024       | Jong Sparta      | 2D              | 20         | 0          |                 | -               | -               |                    | -                  | -                  |             | -           | -           | 20     | 0      |
| 2024-2025       | Jong Sparta      | 2D              | 2          | 0          |                 | -               | -               |                    | -                  | -                  |             | -           | -           | 2      | 0      |
| 2024-2025       | Sparta Rotterdam | ED              | 4          | 0          | CO              | 1               | 0               |                    | -                  | -                  |             | -           | -           | 5      | 0      |
| Totale carriera | Totale carriera  | Totale carriera | 28         | 0          |                 | 1               | 0               |                    | -                  | -                  |             | -           | -           | 29     | 0      |